# Trichoglossus
Trichoglossus (del griego thrix, "pelo", y del latín glōssa, "lengua") es un género de aves psitaciformes de la familia Psittaculidae que habitan las selvas del Sudeste Asiático, Australia y Melanesia.

## Especies
| Imagen | Nombre común                     | Nombre científico             | Distribución                                                        |
| ------ | -------------------------------- | ----------------------------- | ------------------------------------------------------------------- |
|        | Lori arcoíris o lori de cocotero | Trichoglossus haematodus      | Sur de las Molucas, oeste de Nueva Guinea y las Islas de la Lealtad |
|        | Lori de Ponapé                   | Trichoglossus rubiginosus     | Pohnpei (Micronesia)                                                |
|        | Lori escuamiverde                | Trichoglossus chlorolepidotus | Este de Australia                                                   |
|        | Lori de Biak                     | Trichoglossus rosenbergii     | Biak                                                                |
|        | Lori australiano                 | Trichoglossus moluccanus      | Australia (introducido en Hong Kong)                                |
|        | Lori cuellirrojo                 | Trichoglossus rubritorquis    | Del este de las Islas menores de la Sonda al norte de Australia     |
|        | Lori humilde                     | Trichoglossus euteles         | Islas menores de la Sonda: Indonesia y Timor Oriental               |
|        | Lori de Caléndula                | Trichoglossus capistratus     | Islas de Sumba, Wetar y Timor en el Sudeste Asiático                |
|        | Lori de Flores                   | Trichoglossus weberi          | Flores                                                              |
|        | Lori pechiescarlata              | Trichoglossus forsteni        | Oeste de las Islas menores de la Sonda                              |